# Cochlidium serrulatum
Cochlidium serrulatum är en stensöteväxtart som först beskrevs av Olof Peter Swartz, och fick sitt nu gällande namn av Luther Earl Bishop. Cochlidium serrulatum ingår i släktet Cochlidium och familjen Polypodiaceae. Inga underarter finns listade.